# Barbara Burska
Barbara Burska (ur. 6 maja 1947 w Warszawie) – polska aktorka filmowa i teatralna.

## Życiorys
W 1971 ukończyła studia w Państwowej Wyższej Szkole Teatralnej im. Aleksandra Zelwerowicza w Warszawie.
Związana z teatrami warszawskimi: Ludowym (1971–1974), Narodowym (1974–1975), Na Woli (1975–1987), Kwadrat (1987–1989).

## Wybrana filmografia
- 1968: Stawka większa niż życie – Janka (odc. 16)
- 1970: Dzięcioł – dziewczyna z Opola
- 1970: Kolumbowie – członkini oddziału „Zygmunta”
- 1972: Chłopi – Nastka Gołębianka
- 1975: Dyrektorzy – Irenka, sekretarka dyrektora w Fabelu
- 1976: Daleko od szosy – Zośka, koleżanka Ani
- 1977: Czterdziestolatek – sekretarka Powroźnego (odc. 17 i 20)
- 1978: Życie na gorąco – Irene Kubicki
- 1980: Miś – Irena Ochódzka
- 1980: Kariera Nikodema Dyzmy – służąca Kunickich
- 1984: Pan na Żuławach – ciężarna żona górala (odc. 1)
- 1985: 07 zgłoś się – dziennikarka
- 1986: Maskarada – Monika
- 1997–2000: 13 posterunek i 13 posterunek 2 – inspektor Pieżchała
- 2001: Objazd (etiuda szkolna)
- 2004: Pręgi – kobieta w centrum
- 2006: Plebania – inspektor Sokół
- 2007: Wszystko – żona Andrzeja
- 2014: Pielęgniarki – matka pacjentki (odc. 47)
- 2018: Na sygnale – Irena (odc. 183)